# 1050 Meta
1050 Meta är en asteroid i huvudbältet som upptäcktes den 14 september 1925 av den tyske astronomen Karl Wilhelm Reinmuth. Dess preliminära beteckning var 1925 RC. Asteroiden namngavs senare Meta, men det är okänt varför.
Den tillhör asteroidgruppen Eunomia.
Metas senaste periheliepassage skedde den 21 september 2019.[Uppdatering behövs] Asteroidens rotationstid har beräknats till 6,142 timmar.